# Ola Möller (politiker)
Ola Patrik Bertil Möller, född 6 februari 1983 i Genarps församling i Malmöhus län, är en svensk politiker (socialdemokrat). Han är ordinarie riksdagsledamot sedan 2018, invald för Skåne läns västra valkrets. Möller har varit kommunalråd i Helsingborgs kommun.

## Biografi
Möller har studerat vid Lunds universitet och Malmö högskola. Han är fil. mag. i sociologi och har läst statsvetenskap på kandidatnivå på Lunds universitet och Malmö högskola. Han har inte någon examen i statsvetenskap.
Han har arbetat som politisk sekreterare i Helsingborg. Han var även andre vice ordförande i Barn- och utbildningsnämnden 2015–2018.
Möller är aktiv på sociala medier. Han drev tidigare bloggen Olas tankar som numera är vilande. Tillsammans med Olle Möller drev Möller också podcasten Podcast från den skånska (S)-scenen; även den är vilande.
Möller dömde fotboll mellan 2002 och 2013. Han dömde som högst i division 3 och var fjärdedomare vid några enstaka tillfällen i Superettan.
Han simmade också tidigare och har bland annat vunnit ett guld på 400 meter frisim i ungdoms-SM i Halmstad 1995.

### Riksdagsledamot
Han är riksdagsledamot sedan valet 2018. I riksdagen är Möller ledamot i socialförsäkringsutskottet sedan 2022. Han har varit suppleant i bland annat civilutskottet, skatteutskottet och Europarådets svenska delegation.